# جورج جی. رایت
جورج جی. رایت (به انگلیسی: George Grover Wright) سناتور سابق عضو حزب جمهوری‌خواه ایالات متحده آمریکا بود. وی در سال ۱۸۷۱ تا ۱۸۷۷ میلادی سناتور ایالت آیووا در سنای ایالات متحده آمریکا بود.